# Benjamin Valz
Jean Elias Benjamin Valz (27 de mayo de 1787 – 22 de abril de 1867) fue un astrónomo francés.

## Semblanza
Valz nació en Nimes, y era nieto del doctor, meteorólogo y naturalista Pierre Baux (1708–1790). Formado como ingeniero, se interesó en la astronomía y especialmente en los cometas, observando el regreso del que más tarde sería denominado Cometa de Encke. Posteriormente realizó un cálculo muy completo de los elementos orbitales de otro cometa, por el que obtuvo un gran reconocimiento.
En 1835 formuló la hipótesis de que las irregularidades en la órbita del cometa Halley podían ser explicadas por la existencia de un planeta desconocido más allá de Urano — en aquella época, Neptuno no se había descubierto todavía.
Construyó un observatorio privado en su casa y cuando tuvo que dejarlo en 1836 para ser director del Observatorio de Marsella, permitió utilizarla a Joseph Jean Pierre Laurent, quien utilizó el observatorio para descubrir el asteroide (51) Nemausa. La casa, en el número 32 de la calle Nationale de Nimes, tiene una placa que conmemora el descubrimiento.
El propio Valz en su momento fue designado como descubridor de dos asteroides, (20) Massalia y (25) Phocaea, aunque los descubrimientos fueron posteriormente asignados al astrónomo italiano Annibale de Gasparis y al colega de Valz Jean Chacornac, respectivamente.
En 1874, la viuda de Valz donó 10.000 francos a la Academia Francesa de Ciencias para establecer un premio en honor de su marido. El Premio Valz (Prix Valz) sería otorgado por trabajos de una categoría similar a los galardomados con el preexistente Premio Lalande. El Premio Valz fue entregado desde 1877 hasta 1970.